# Rudolf Zechner
Rudolf Zechner (Graz, 25 de agosto de 1954) é um biólogo molecular austríaco, professor da Universidade de Graz.

## Prêmios e condecorações
- 2007 Prêmio Wittgenstein[1]
- 2012 Prêmio Cardeal Innitzer